# 粤雅堂丛书
《粤雅堂丛书》是清代藏书家、广州十三行怡和行行主伍崇曜所刊刻的大型综合性丛书。得名于伍崇曜的藏书楼之名“粤雅堂”。丛书所选均伍氏旧藏，或转借各书，延请道光举人谭莹挑选、校勘，以“精核不苟”著称。整部丛书于道光三十年（1850）开雕，至光绪元年（1875）三编方刻竣。丛书共三编，每编十集，每集数种不等，合计共213种，1347卷。
该丛书所收之书经、史、子、集均有，内容涉及经学、小学、史学、地理、金石、目录、笔记、杂录、文学等。所收的书后均附跋语，概述作者生平，指出作者的学术造诣及其渊源。分析书的内容，说明该书的学术价值、评论其得失等。虽然这些跋语署名是伍崇曜或其子伍绍棠，但据考证均为谭莹所为。
丛书收录了许多稀见的古籍，并对一些四库全书、永乐大典中收录的版本进行了校对，纠正了其中的讹误。